# قشلاق‌مله
قشلاق‌مله(به کردی: قشڵاخ ملە، Qişllaq mile) یا قشلاق امین بگ روستایی از توابع بخش زیویه در شهرستان سقز است که در استان کردستان ایران قرار دارد.

## جمعیت
این روستا در دهستان خورخوره واقع شده و براساس سرشماری سال ۱۳۸۵، جمعیت آن ۱۵۹ نفر (۲۵ خانوار) بوده‌است.